# セムピョ食品
セムピョ食品株式会社（朝鮮語: 샘표식품주식회사、泉標食品）は、大韓民国ソウル特別市中区に本社を置く食品メーカーである。

## 概要
1946年に前身となる三矢醤油醸造場（삼시장유 양조장）がソウル市の忠武路で操業開始。設立当初から味噌（テンジャン）と醤油（カンジャン）の製造を行っており、80年代には、キッコーマンの協力のもと、高級醤油「501S」を開発している。現在では韓国国内の調味料シェアの50%を占めている。
2012年に開発された大豆を発酵させた純植物性の天然調味料である「ヨンドゥ」は、発売から5年で180億ウォンの売上を達成している。
また、エゴマの葉のキムチやとうもろこしひげ茶などの製造も行っている。